# В начале сотворил Бог небо и землю
В начале сотворил Бог небо и землю (ивр. בְּרֵאשִׁית בָּרָא אֱלֹהִים אֵת הַשָּׁמַיִם וְאֵת הָאָֽרֶץ‎) — первый стих Библии, а также Торы (Пятикнижия Моисея). Этим стихом начинается рассказ о сотворении мира, принятый с различными вариациями во всех Авраамических религиях.

## Фонетический и числовой анализ

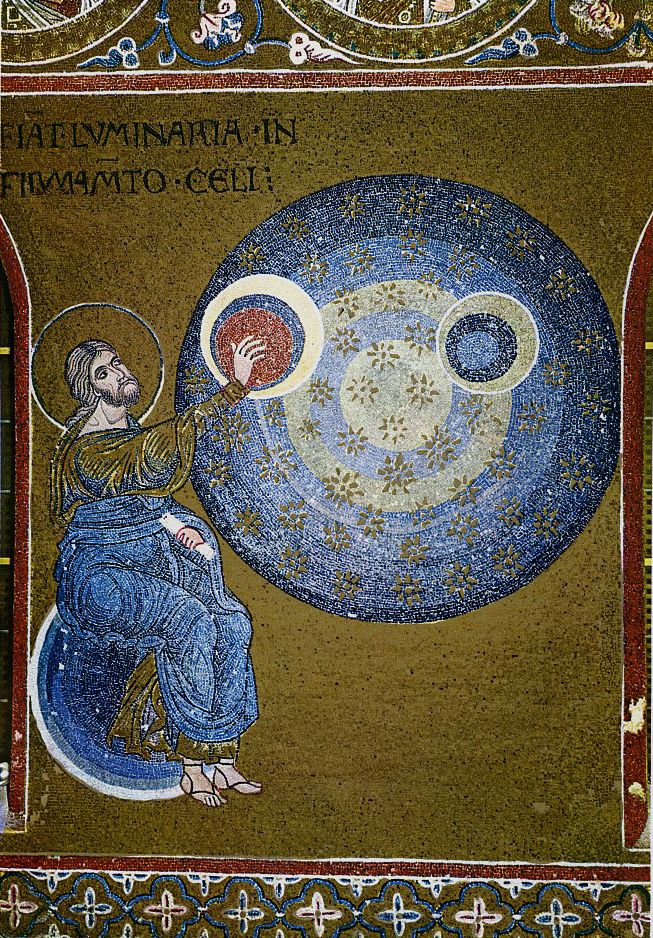

На языке оригинала данный стих включает в себя 7 слов, состоящих из 28 букв с разбивкой по словам 6-3-5-2-5-3-4, 18 огласовок и 8 знаков кантилляции. Согласно традиции, первая буква «ב» имеет увеличенный размер по сравнению с остальными.
Гематрия (числовое значение) стиха 2711 с разбивкой по словам 913-203-86-401-395-407-296.

## Переводы

### Онкелус
בְּקַדְמִין, בְּרָא יְיָ, יָת שְׁמַיָּא, וְיָת אַרְעָא. (арам.)

### Йонатан бен Узиэль (Иерушалми)
מִן אַוְולָא בְּרָא יְיָ יַת שְׁמַיָא וְיַת אַרְעָא (арам.)

### Септуагинта
ἐν ἀρχῇ ἐποίησεν ὁ θεὸς τὸν οὐρανὸν καὶ τὴν γῆν

### Вульгата
«In principio creavit Deus cælum et terram.» (латынь)

### Альтернативный перевод на русский язык
«В начале сотворения Богом небес и земли.»

## Еврейские комментаторы

### КомментарийРаши[8]
В начале — Сказал раби Ицхак: "Надлежало бы начать Тору со стиха «Этот месяц для вас — глава месяцев» (Исх. 12:2), который является первой заповедью, данной сынам Израиля. Почему же она начинается с сотворения мира? Потому что «силу дел Своих явил Он народу Своему, чтобы дать им владение племён» (Псалмы 111, 6). Ибо если скажут народы мира Израилю: «Разбойники вы, захватившие земли семи народов», то сыны Израиля скажут им: «Вся земля принадлежит Святому, благословен Он. Он сотворил её и дал её тому, кто Ему угоден. По воле Своей Он дал её им на время, по воле Своей Он отнял у них и дал её нам».
сотворил Бог — сказано: сотворил Б-г, (ивр. אלוהים‎, имя Всевышнего соответствующее мере суда), и не сказано: сотворил Господь (непроизносимое имя Всевышнего соответствующее мере милосердия). Ибо вначале вознамерился сотворить мир на основе строгого правосудия, но увидев, что мир не может так существовать, выслал вперёд милосердие и соединил его с правосудием.

### Прочие
- Комментарий Бааль ха-Турим[12]
- Комментарий Сфорно
- Комментарий Рашбама
- Комментарий Рамбана
- Комментарий Рамбама
- Комментарий Ор ха-Хаим
- Комментарий Кли Якар
- Комментарий Зоар
- Комментарий Мальбима
- Комментарий Рава Авраама Ицхака Кука[13]
- Комментарий Рава Цви-Йеуда Кука[14]
- Комментарий Даат Микра
- Комментарий Рашар Гирш[15][16]
- Комментарий Абарбанеля
- Комментарий Радакa
- Комментарий Ральбага
- Комментарий Перах Шошана. В своём комментарии на пятикнижие, «Перах Шошана», р. Яир бен Моше Криспин приводит множество акронимов на слово «В начале» (Книга Бытия), иллюстрируя тем самым мысль «В первом слове Торы заключена вся Тора»[17].
- Комментарий Аамек Давар[18].

## Христианские комментаторы
С точки зрения большинства христианских конфессий использование в первом стихе Ветхого Завета (Бытие 1:1) древнееврейских слов «Элохим» (боги) и «бара» (сотворил) в единственном числе указывает на триединство Бога. В качестве подтверждения этому приводится то, что в некоторых случаях у Него полноценное множественное число, и оно при этом означает многих языческих богов: «Я — Господь (Яхве), Бог (Элохим) твой, да не будет у тебя других богов (элохим) перед лицом Моим» (Исх. 20:3), ангелов (Пс. 8:6) и даже людей, обладающих властью (Исх. 4:16). «Нет богов (элохим), кроме Меня» (Втор. 32:39).

## Академические комментарии

### Библейская критика
Трактовка данного стиха с точки зрения библейской критики утверждает, что он является началом той части Танаха, которая была написана или отредактирована автором P (Priest, Жрец). Этот автор стремился подчеркнуть трансцендентность Бога и поэтому поставил сотворение неба перед сотворением земли.